# Karl von Sievers (Staatsmann)

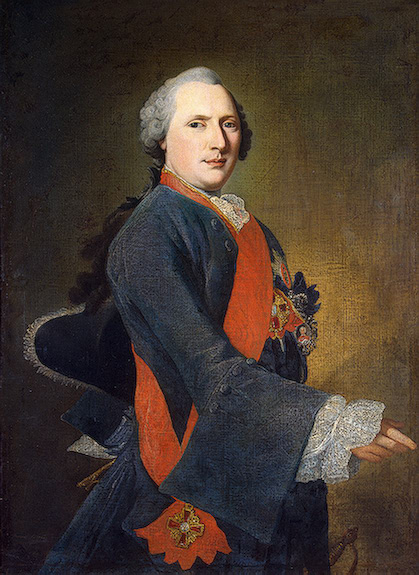
Karl von Sievers
(Ölgemälde von Georg Caspar Prenner, 1750er Jahre)

Karl Eduard Graf von Sievers auf Lagena und Waiwara (russisch Карл Ефимович Сиверс, * 12. Märzschwed./22. März 1710greg. in Näsby, Gemeinde Pyttis, Finnland; † 30. Dezember 1774jul. / 10. Januar 1775greg. in Sankt Petersburg) war ein deutsch-baltischer Staatsmann und Hofmarschall der Zarin Elisabeth, ab 1762 Oberhofmarschall der Zarin Katharina II.

## Leben
Er war der Sohn des 1725 in den russischen Adel aufgenommenen Miliz-Kapitäns Joachim Johan von Sievers (1674–1753) und der Gertrud Elisabeth von Eckermann (1671–1728). Seine Vorfahren kamen als holsteinische Offiziere im schwedischen Dienst nach Russland (siehe auch Adelsfamilie Sievers).
Der Vater von Karl von Sievers musste am Anfang des großen Nordischen Krieges nach Finnland fliehen. Dort wurde Karl geboren, aber bald darauf siedelte die Familie nach Sankt Petersburg über. Dort wurde Sohn Karl im Jahr 1735 Kammerdiener der (damals noch) Großherzogin Elisabeth und machte später als ihr Günstling am Zarenhof Karriere. Am 5. Februar 1742 wurde er ihr Kammerjunker. Er wurde am 26. Mai 1745 in Dresden als kaiserlich russischer Kammerjunker und Brigadier vom Kurfürsten August III. von Sachsen als Reichsvikar in den Reichsfreiherrnstand erhoben. Bei der estländischen Ritterschaft wurde er am 15. Januar 1751 immatrikuliert und bei der livländischen Ritterschaft im Jahr 1752 als Gutsherr auf Ostrominsky. 
Am 1. August 1751 wurde Sievers zum Kammerherrn erhoben, später war er Wirklicher Kammerherr. In den Jahren 1754/1755 war er russischer Gesandter in Wien. Vom 21. September 1757 bis zum Tode Elisabeths im Januar 1762 war er Hofmarschall und Generalleutnant der Zarin. Am 15. Februar 1760 wurde er als kaiserlich russischer Generalleutnant und Hofmarschall in den Reichsgrafenstand mit der offiziellen Anrede „Hoch- und Wohlgeboren“ und Wappenbesserung erhoben und erhielt am 22. Februar 1760 die russische Genehmigung zur Führung dieses Grafentitels. Am 22. September 1762 wurde Sievers zum Oberhofmarschall und General-en-Chef der Zarin Katharina II. ernannt, als der er Leiter des Haupthofkontors und damit erster Wirtschaftsbeamter der Zarin zuständig für die wichtigsten Personalangelegenheiten war. Im Jahr 1767 wurde er in den Ruhestand versetzt.
Als kaiserlich russischer Gesandter in Preußen erhielt er von Friedrich dem Großen dessen mit Brillanten verziertes Porträt. Zarin Elisabeth beschenkte Sievers mit großen Besitztümern in Livland und Estland. Von 1753 bis 1774 war er Eigentümer der Papierfabrik in Krasnoje Selo.
Sievers heiratete Benedikte Elisabeth Kruse (* 19. Januar 1725 in Holstein; † 19. September 1777 in Sankt Petersburg).
Er starb am 30. Dezember 1774 in Sankt Petersburg. Die Grabrede hielt am 13. Januar 1775 der Theologe Martin Luther Wolff (1744–1801), damals noch Zweiter Pastor der St. Petrikirche.

## Orden und Ehrungen
- Von 1746 bis 1762 war er Patron der St. Petrikirche in Sankt Petersburg
- Am 5. September 1751 erhielt er den Alexander-Newski-Orden
- Am 3. Februar 1762 wurde ihm der Annenorden verliehen

## Nachkommen
- Elisabeth (1746–1818)
- Johann Carl (1749–1805), russischer Oberst
- Benedikte (1750–1777)
- Peter (1751–1813), russischer Major
- Carl Joachim (1758–1800), russischer Major